# Zoofilija
Zoofilija ili sodomija je poremećaj seksualnog ponašanja u kojem se kao objekti seksualnog uzbuđenja ili čina koriste životinje. To je najstarija nastranost. 
Rasprostrajena je na svim dijelovima zemlje. Promatranje spolnog odnosa životinja izaziva poistovjećivanje s njihovom hrabrošću. Može biti aktivna i pasivna. Ona oslobađa osobu straha da će biti odbijena. Često je prisutna u djetinjstvu.
Medicina svrstava ovo oboljenje u parafilije, kategoriju srodnih duševnih poremećaja u grupi poremećaja spolne sklonosti.